# Isomorphisme musical
 (mai 2022).
La mise en forme du texte ne suit pas les recommandations de Wikipédia : il faut le « wikifier ».
Les points d'amélioration suivants sont les cas les plus fréquents. Le détail des points à revoir est peut-être précisé sur la page de discussion.
- Les titres sont pré-formatés par le logiciel. Ils ne sont ni en capitales, ni en gras.
- Le texte ne doit pas être écrit en capitales (les noms de famille non plus), ni en gras, ni en italique, ni en « petit »…
- Le gras n'est utilisé que pour surligner le titre de l'article dans l'introduction, une seule fois.
- L'italique est rarement utilisé : mots en langue étrangère, titres d'œuvres, noms de bateaux, etc.
- Les citations ne sont pas en italique mais en corps de texte normal. Elles sont entourées par des guillemets français : « et ».
- Les listes à puces sont à éviter, des paragraphes rédigés étant largement préférés. Les tableaux sont à réserver à la présentation de données structurées (résultats, etc.).
- Les appels de note de bas de page (petits chiffres en exposant, introduits par l'outil «  Source ») sont à placer entre la fin de phrase et le point final[comme ça].
- Les liens internes (vers d'autres articles de Wikipédia) sont à choisir avec parcimonie. Créez des liens vers des articles approfondissant le sujet. Les termes génériques sans rapport avec le sujet sont à éviter, ainsi que les répétitions de liens vers un même terme.
- Les liens externes sont à placer uniquement dans une section « Liens externes », à la fin de l'article. Ces liens sont à choisir avec parcimonie suivant les règles définies. Si un lien sert de source à l'article, son insertion dans le texte est à faire par les notes de bas de page.
- La présentation des références doit suivre les conventions bibliographiques. Il est recommandé d'utiliser les modèles {{Ouvrage}}, {{Chapitre}}, {{Article}}, {{Lien web}} et/ou {{Bibliographie}}. Le mode d'édition visuel peut mettre en forme automatiquement les références.
- Insérer une infobox (cadre d'informations à droite) n'est pas obligatoire pour parachever la mise en page.

Pour une aide détaillée, merci de consulter Aide:Wikification.
Si vous pensez que ces points ont été résolus, vous pouvez retirer ce bandeau et améliorer la mise en forme d'un autre article.
En mathématiques, plus précisément en géométrie différentielle, l'isomorphisme musical (ou isomorphisme canonique ) est un isomorphisme entre le fibré tangent {\displaystyle \mathrm {T} M} et le fibré cotangent {\displaystyle \mathrm {T} ^{*}M} d'une variété pseudo-riemannienne induite par son tenseur métrique. Il existe des isomorphismes similaires sur les variétés symplectiques. Le terme musical fait référence à l'utilisation des symboles {\displaystyle \flat } (bémol) et {\displaystyle \sharp } (dièse),.
En notation covariante et contravariante, il est également connu sous le nom d'indice d'élévation et d'abaissement.

## Discussion
Soit (M, g) une variété pseudo-riemannienne. Supposons que {ei} soit un repère tangent mobile (voir aussi repère lisse) pour le fibré tangent TM avec, comme repère dual (voir aussi base duale ), le co- repère mobile (un repère tangent mobile pour le fibré cotangent {\displaystyle \mathrm {T} ^{*}M} . Voir aussi coframe ) {ei}. 
Ensuite, localement, nous pouvons exprimer la métrique pseudo-riemannienne (qui est un champ tensoriel 2 -covariant symétrique et non dégénéré) sous la forme g = gij ei ⊗ ej (où nous employons la convention de sommation d'Einstein).
Étant donné un champ vectoriel X = Xiei, nous définissons son bémol :
{\displaystyle X^{\flat }:=g_{ij}X^{i}\,\mathbf {e} ^{j}=X_{j}\,\mathbf {e} ^{j}.}
C'est ce qu'on appelle « abaisser un indice ». En utilisant la notation traditionnelle entre crochets en losange pour le produit scalaire défini par g, nous obtenons la relation (un peu plus « transparente ») :
{\displaystyle X^{\flat }(Y)=\langle X,Y\rangle }
pour tous les champs vectoriels X et Y .
De même, étant donné un champ de covecteurs ω = ωi ei, on définit son « dièse » :
{\displaystyle \omega ^{\sharp }:=g^{ij}\omega _{i}\mathbf {e} _{j}=\omega ^{j}\mathbf {e} _{j},}
où gij sont les composantes du tenseur métrique inverse (données par les entrées de la matrice inverse de gij ). Prendre le dièse d'un champ de covecteurs s'appelle " élever un indice ". Dans la notation du produit interne, cela se lit
{\displaystyle {\bigl \langle }\omega ^{\sharp },Y{\bigr \rangle }=\omega (Y),}
pour tout champ de covecteurs ω et tout champ de vecteurs Y.
Par cette construction, on a deux isomorphismes mutuellement inverses
{\displaystyle \flat :{\rm {T}}M\to {\rm {T}}^{*}M,\qquad \sharp :{\rm {T}}^{*}M\to {\rm {T}}M.}
Ce sont des isomorphismes de fibrés vectoriels et, par conséquent, nous avons, pour chaque p dans M, des isomorphismes d'espace vectoriel mutuellement inverses entre Tp M et T∗
pM.

### Extension aux produits tenseurs
Les isomorphismes musicaux peuvent également être étendus aux faisceaux
{\displaystyle \bigotimes ^{k}{\rm {T}}M,\qquad \bigotimes ^{k}{\rm {T}}^{*}M.}
L'indice qui doit être augmenté ou abaissé doit être indiqué. Par exemple, considérons le (0,2)-champ tenseur X = Xij ei ⊗ ej. En élevant le deuxième indice, nous obtenons le (1, 1) -champ tenseur.
{\displaystyle X^{\sharp }=g^{jk}X_{ij}\,{\rm {e}}^{i}\otimes {\rm {e}}_{k}.}

### Extension auxvecteurs-ketformes-k
Dans le contexte de l'algèbre extérieure, une extension des opérateurs musicaux peut être définie sur ⋀V et son dual ⋀*
V, qui avec un abus mineur de notation, peut être noté identique, et sont à nouveau des inverses mutuels : 
{\displaystyle \flat :{\bigwedge }V\to {\bigwedge }^{*}V,\qquad \sharp :{\bigwedge }^{*}V\to {\bigwedge }V,}
Défini par
{\displaystyle (X\wedge \ldots \wedge Z)^{\flat }=X^{\flat }\wedge \ldots \wedge Z^{\flat },\qquad (\alpha \wedge \ldots \wedge \gamma )^{\sharp }=\alpha ^{\sharp }\wedge \ldots \wedge \gamma ^{\sharp }.}
Dans cette extension, dans laquelle un bémol fait correspondre les p-vecteurs aux p-covecteurs et un dièse fait correspondre les p-covecteurs aux p-vecteurs, tous les indices d'un tenseur totalement antisymétrique sont simultanément élevés ou abaissés, donc aucun indice n'a besoin d'être indiqué :
{\displaystyle Y^{\sharp }=(Y_{i\dots k}\mathbf {e} ^{i}\otimes \dots \otimes \mathbf {e} ^{k})^{\sharp }=g^{ir}\dots g^{kt}\,Y_{i\dots k}\,\mathbf {e} _{r}\otimes \dots \otimes \mathbf {e} _{t}.}

## Trace d'un tenseur à travers un tenseur métrique
Étant donné un champ tensoriel de type (0, 2) X = Xij ei ⊗ ej, on définit la trace de X à travers le tenseur métrique g par
{\displaystyle \operatorname {tr} _{g}(X):=\operatorname {tr} (X^{\sharp })=\operatorname {tr} (g^{jk}X_{ij}\,{\bf {e}}^{i}\otimes {\bf {e}}_{k})=g^{ji}X_{ij}=g^{ij}X_{ij}.}
Remarquons que la définition de trace est indépendante du choix de l'indice à relever, puisque le tenseur métrique est symétrique.